# Moos, Baden-Württemberg
Moos là một thị xã thuộc huyện Konstanz, bang Baden-Württemberg, Đức. Nơi đây nằm bên bờ hồ Bodensee.